# شری گیلهام
شری گیلهام (انگلیسی: Cherri Gilham؛ زادهٔ ۳۱ دسامبر ۱۹۴۴) بازیگر، نویسنده، عکاس و تهیه‌کننده ویدئویی اهل بریتانیا و یکی از نخستین دختران صفحه ۳ است.
از فیلم‌ها یا مجموعه‌های تلویزیونی که وی در آن‌ها نقش داشته است، می‌توان به بنی هیل شو اشاره نمود.